# Eduard von Transehe-Roseneck

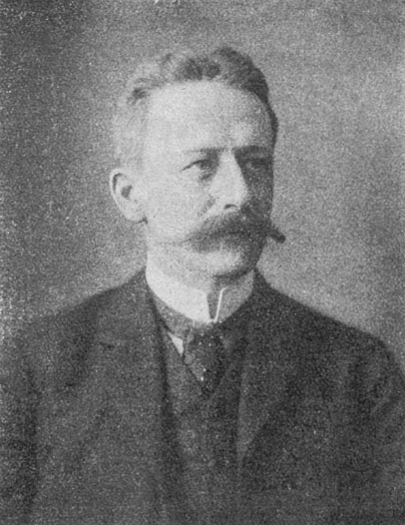
Eduard von Transehe-Roseneck

Eduard Friedrich Alwil Rembert Rudolf von Transehe-Roseneck (Rufname: Eduard; russisch: Рудо́льф Рудо́льфович фон-Транзеге; * 16. Juni 1858 in Lösern; † 12. Januar 1928 in Riga) war ein deutsch-baltischer Adeliger, Geheimer Rat und Senator im Regierenden Senat des Russischen Kaiserreichs.

## Leben
1882 schloss Eduard von Transehe-Roseneck an der Kaiserlichen Universität Dorpat mit einem Diplom der Rechtswissenschaften sein Studium ab. Dem Studium schloss sich eine Bildungsreise nach Italien und Frankreich an. 1883 kehrte er nach Riga zurück und bewarb sich dort am Landgericht. Bereits nach weniger als einem Jahr wurde er nach Sankt Petersburg versetzt und wurde in verschiedenen Abteilungen des Senates eingesetzt. In den nächsten Jahren arbeitete er als Sekretär in der Landesverwaltung und wurde 1892 zum Obersekretär ernannt. 1894 trat er seinen Dienst beim Obersten Staatsanwalt an und wurde 1896 stellvertretender Prokurator der zivilen Kassationsabteilung. Zwischen 1900 und 1906 übte er in verschiedene Verwaltungs- und Rechtsabteilungen sein Amt aus und wurde 1907 in das Justizministerium versetzt. Im gleichen  Jahr wurde er mit der Leitung des Moskauer Bezirksgerichts betraut. Am 6. Mai 1913 wurde er unter gleichzeitiger Ernennung zum Geheimen Rat in die zivile Kassationsabteilung des Senats berufen. 1919 wurde er in Riga durch die Bolschewiki inhaftiert, nach seiner Haftentlassung ging er nach Finnland. 1920 zog er nach Berlin, ab 1922 war er Berater beim Deutschen Reichsentschädigungsamt. Nach seinem Dienstende kehrte er nach Riga zurück. Er verstarb im Jahre 1928.

## Auszeichnungen
In Anerkennung seiner Dienste wurde er mit mehreren russischen Orden und Medaillen ausgezeichnet: 1896 mit dem  Orden des hl. Stanislaus, 2. Klasse; 1898 mit dem Orden der heiligen Anna, 2. Klasse; 1900 mit dem Orden von St. Vladimir, 4. Klasse; 1909 mit dem  Orden des St. Vladimir 3. Klasse; 1912 mit dem  Orden des hl. Stanislaus, 1. Klasse. Als weitere Auszeichnungen erhielt er die Medaillen „In Erinnerung an die Herrschaft von Kaiser Alexander III.“ und „In Erinnerung an den 300. Jahrestag der Herrschaft der Romanow-Dynastie“.

## Herkunft und Familie

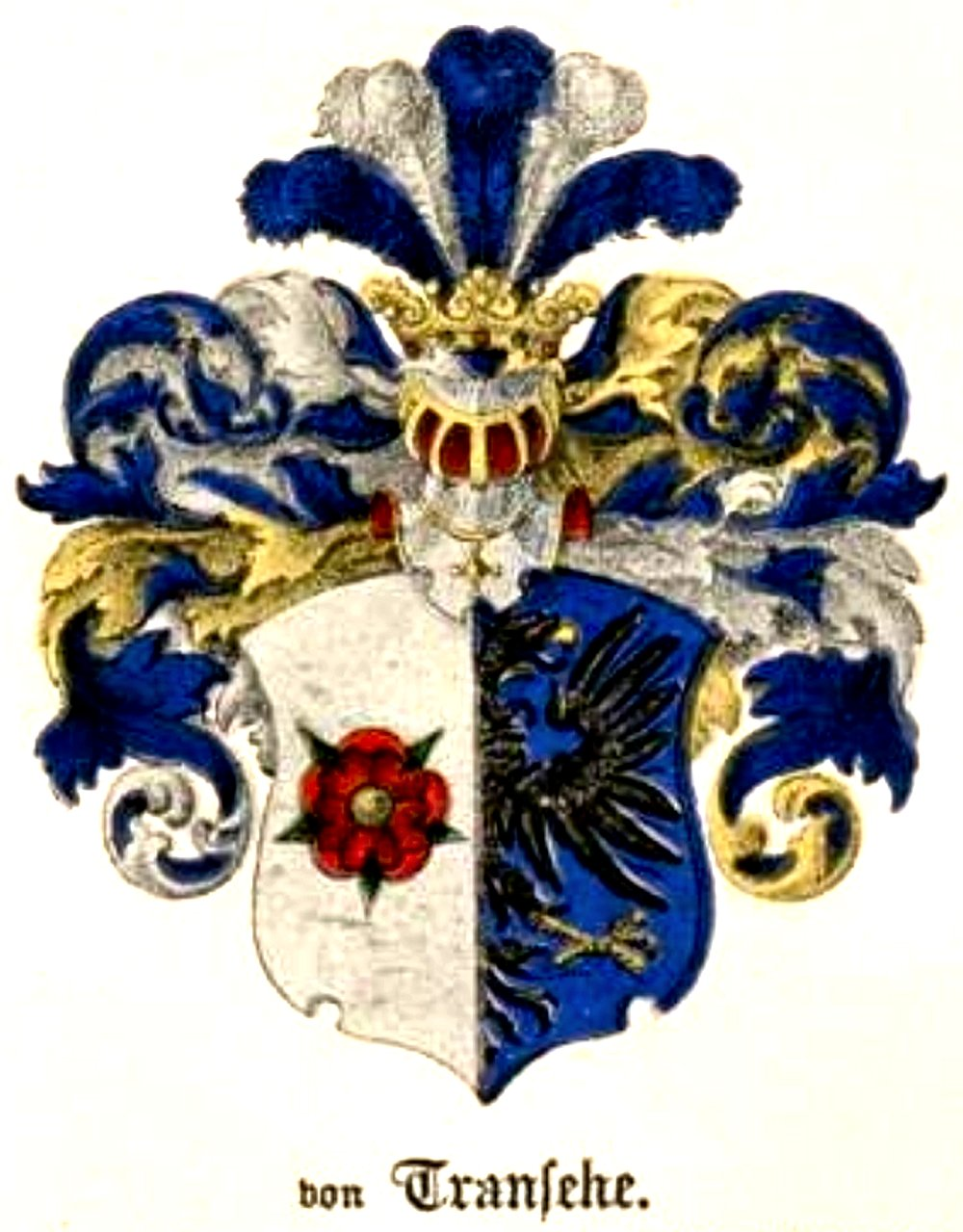
Wappen der Adelsfamilie Transehe

Eduard von Transehe stammte aus dem deutsch-baltischen Adelsgeschlecht Transehe-Roseneck (aus der II. Linie Selsau) und war Schlossherr auf Erlaa. Sein Vater war Rudolph von Transehe-Roseneck (1828–1905), Herr auf Schloss Erlaa, der mit Dorothea Schoultz von Ascheraden (aus dem Hause Lösern; 1829–1896) verheiratet war. Eduard heiratete 1885 Anna von Wulff (aus dem Hause Alswig und Korwenhof; 1859–1923).